# Atos 21
Atos 21 é o vigésimo-primeiro capítulo dos Atos dos Apóstolos no Novo Testamento da Bíblia. Este capítulo encerra o relato da terceira viagem missionária de Paulo, iniciado em Atos 18, com sua chegada em Jerusalém.

## Manuscritos
Atos 21 foi originalmente escrito em grego koiné e dividido em 40 versículos. Alguns dos manuscritos a conter o texto são:
- Codex Vaticanus (325–350)
- Codex Sinaiticus (330–360)
- Codex Bezae (c. 400)
- Codex Alexandrinus (ca. 400–440)
- Codex Ephraemi Rescriptus (ca. 450; versículos 1 a 30)
- Codex Laudianus (ca. 550)

## Estrutura

### Viagem de volta a Jerusalém

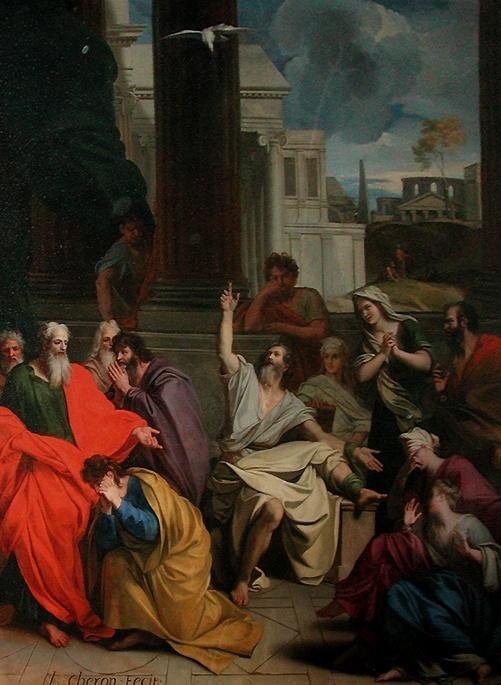
Ágabo profetiza os sofrimentos de Paulo em Jerusalém, um dos episódios de Atos 21.
1687. Por Louis Cheron (1660-1713) na Catedral de Notre-Dame de Paris.

O relato de Atos 21 começa com a dura viagem de volta para Jerusalém. O grupo passa por Cós, Rodes e Pátara, onde embarcou num navio com destino à Fenícia. Depois de desembarcar em Tiro, Paulo esperou por sete dias, pois os discípulos «pelo Espírito diziam a Paulo que não entrasse em Jerusalém» (Atos 21:4). Passado este período, foram todos para Ptolemaida e lá ficaram mais um dia. Em seguida, passaram por Cesareia e visitaram Filipe, o Evangelista, um dos "Sete Diáconos", que tinha «quatro filhas virgens que profetizavam» (Atos 21:9) — este Filipe não deve ser confundido com o apóstolo Filipe. Foi ali também que Ágabo, o Profeta, um profeta da Judeia, foi até eles e previu que Paulo seria preso se fosse para Jerusalém. Aos lamentos dos discípulos depois da notícia, respondeu Paulo:
| “ | «Que fazeis chorando e magoando-me o coração? pois eu estou pronto não só para ser ligado, mas até para morrer em Jerusalém pelo nome do Senhor Jesus.» (Atos 21:13) | ” |

### Paulo em Jerusalém
Depois de algum tempo, Paulo e os discípulos foram para Jerusalém acompanhados de Mnason de Chipre, em cuja casa se hospedariam. No dia seguinte, Paulo se encontrou com Tiago, o Justo, e todos os presbíteros da cidade e fez um detalhado relato de suas viagens entre os gentios. Quando terminou, Paulo foi informado que as notícias de sua chegada provavelmente já haviam chegado aos judeus, que sabiam também que ele vinha pregando entre os judeus da diáspora pedindo-lhes para, ao se converterem, «a apostatarem de Moisés, dizendo-lhes que não circuncidem seus filhos nem andem segundo os nossos ritos» (Atos 21:21). Eles afirmam ainda que, enquanto dos gentios se pede apenas que se cumpra o "Decreto Apostólico", os judeo-cristãos de Jerusalém «são zelosos da Lei» (Atos 21:20). Dito isso, pediram a ele que se reconcilie e faça a paz, o que ele aceitou fazer e se submeteu aos rituais de purificação judaicos (Atos 21:1–26).
Porém, chegaram na cidade judeus vindos da Ásia Menor que conheciam as pregações de Paulo e o acusaram de todo tipo de crime, inclusive o mais grave, de profanar o Templo de Jerusalém "introduzindo gregos" no edifício sagrado, uma acusação que levantaram quando viram Trófimo de Éfeso, que era grego, ali com ele. A população imediatamente se insurgiu e Paulo foi agarrado, arrastado para fora do Templo, que teve as portas cerradas, e espancado. O tribuno da coorte romana da cidade (que, segundo Atos 23, chamava-se Lísias) foi avisado e interveio, evitando a morte de Paulo, que foi preso enquanto a multidão pedia sua morte (Atos 27:27–36). Mas antes de ser levado à prisão, Paulo se identificou em grego como «judeu, cidadão de Tarso, cidade não insignificante da Cilícia» (Atos 21:39) e pediu para falar à multidão, o que ele fez em hebraico (Atos 21:27–40).